# Revolució Bolivariana
La Revolució Bolivariana és el procés revolucionari democràtic que té lloc a Veneçuela des de 1998. Amb l'arribada a la presidència del país d'Hugo Chávez l'Assemblea Nacional Constituent escollida a tal efecte redacta la Constitució de 1999 que dona lloc a la Cinquena República que pretén construir una coalició interamericana per implementar el bolivarianisme, una economia nacionalista dirigida per l'estat.

## Constitució bolivariana i revolució
Es tracta d'una constitució democràtica que estableix àmplies garanties en la protecció dels drets humans, que reafirma el caràcter públic de Petrolis de Venezuela (PDVSA, principal empresa petroliera estatal), que permet l'adopció de polítiques econòmiques de tots els signes i que garanteix i amplia els drets socials i polítics, inclosos els drets ambientals, els dels pobles indígenes i les reivindicacions del moviment feminista. Així mateix introdueix innovadors mecanismes de democràcia participativa.
Inspirada en la doctrina del pare de la independència, Simón Bolívar, i dels herois nacionals del segle xix, el mestre Simón Rodríguez i el militar camperol Ezequiel Zamora, així com pels moviments progressistes llatinoamericans de final del segle xx, la Revolució Bolivariana ha canviat la política del país tant a nivell internacional (apostant fortament per la participació en organismes multilaterals com l'Organització de Països Exportadors de Petroli (OPEP), la Comunitat Andina de Nacions (CAN), l'Organització d'Estats Americans (OEA), l'Organització de les Nacions Unides (ONU), el Moviment de Països No Alineats o el MERCOSUR); com a nivell intern, especialment a partir de 2003 amb l'adopció d'un seguit de programes socials de suport a les classes més desafavorides de la població anomenats Missions bolivarianes.

## Efectes socials
La revolució bolivariana té un important component social, especialment quan Chávez es va declarar -amb el transcurs del seu govern- com a socialista i va assegurar que Simón Bolívar va ser igualment socialista, i en nom de "donar poder als pobres", va crear diversos programes denominades "missions", coneguts en general com, missions Bolivarianes o missió cristo; entre ella es destaquen les educatives, com la missió Robinson, Ribas i Sucre; i sobretot la més publicitada, missió Barrio Adentro, de caràcter mèdic-assistencial. Totes executades en el segon període constitucional de Chávez. Encara que en els seus primers anys de governs estava el programa Pla Bolívar 2000 les característiques del qual eren la d'abillament de llocs públics i la creació de mercats de gran envergadura usant l'exèrcit. Aquest últim pla va desaparèixer, però el sistema de mercats va continuar i es va aglutinar en el recent Missió Mercal -inclosa en les missions bolivarianes-, usant més al personal civil.

## Suports
Els partidaris de la Revolució Bolivariana (prop d'una desena de partits polítics progressistes veneçolans, des de part de l'extrema esquerra, fins a part de la socialdemocràcia, passant per comunistes, socialistes; determinats moviments socials, una de les dues principals centrals sindicals (la UNT), les comunitats veïnals dels barris pobres, una part important de l'església de base i, especialment, l'àmplia majoria dels votants en la desena d'eleccions celebrades des de 1998) en destaquen el caràcter democràtic (amb eleccions avalades per observadors internacionals i llibertat de premsa absoluta), el fet que s'ha atorgat drets civils i polítics (per exemple el dret de vot) i socials (per exemple l'atenció mèdica bàsica o l'alfabetització) a milions de persones que, fins llavors, n'estaven excloses.
A nivell internacional la Revolució Bolivariana rep el suport entusiasta del govern cubà (país amb el que Veneçuela ha signat diversos convenis internacionals) i d'una part important de l'esquerra llatinoamericana; i també un suport més tímid per part dels governs progressistes de Sud-amèrica. Per altres motius (bàsicament econòmics) també rep el suport no explícit dels principals països de l'OPEP.

## Detractors
Per contra, els detractors de la Revolució Bolivariana (prop d'una trentena de forces polítiques, des d'una part de la socialdemocràcia, fins a l'extrema dreta, passant per posicions centristes, democracristianes i liberals, aíxí com també una petita part de l'extrema esquerra i alguns sectors anarquistes; la principal patronal del país, Fedecamaras, l'altre de les principals centrals sindicals (la CTV), la cúpula episcopal, les Associacions de Veïns dels barris de classe mitjana i alta, part de les ONG veneçolanes,. la pràctica totalitat dels mitjans de comunicació privats i una part destacable dels funcionaris; conglomerat, que tot i no vèncer a les conteses electorals, obté també el suport de milions de votants) critiquen l'origen militar de molts dels seus dirigents, el fet que el president Chávez hagués liderat un moviment colpista l'any 1992, la politització social i la crispació política actual de país, la discriminació institucional dels opositors, l'enfrontament constant amb el govern dels Estats Units d'Amèrica, el comportament públic del president (que realitza llargues intervencions a la televisió pública) al que acusen de populista, l'estancament d'alguns sectors de l'economia, el fet de portar una política internacional i comercial basada en la proximitat ideològica, l'absència d'una política fronterera contudent contra la guerrilla colombiana de les FARC, la creixent participació de professionals cubans a Veneçuela (especialment metges i mestres); o el fet que, tot i les seves promeses electorals, resulti evident que el govern bolivarià no ha aconseguit reduir la corrupció heretada del règim anterior.
En nombrosos processos electorals, una part d'aquest heterogeni conglomerat opositor ha denunciat situacions de suposat frau electoral per part de les forces que donen suport al govern. Tanmateix, els observadors internacionals presents al país, fins al moment, han desmentit repetidament aquesta hipòtesi.
A nivell internacional, l'oposició compta amb el ferm suport del govern dels Estats Units d'Amèrica, de les institucions financeres internacionals, dels grans grups mediàtics, de les principals formacions conservadores internacionals, i d'una part de l'esquerra europea. A nivell institucional, són freqüents les friccions amb els governs de Mèxic i, especialment, Colòmbia.
Els sectors que s'oposen a la Revolució Bolivariana no tenen però una estratègia unitària. Alguns sectors venen optant per accions constitucionals com la crítica periodística, les manifestacions, les vagues generals i, especialment, sectorials, o els procediments electorals revocatoris (com el de 15 d'agost de 2004), o més recentment, el boicot electoral (renunciant alguns partits importants a presentar-se a les eleccions). Aquest tipus d'accions, tot i no resultar guanyadores en els processos electorals, obtenen un suport massiu d'una part important de la població (en alguns casos, de més de tres milions de ciutadans).

## Política internacional
Des de l'inici del seu govern, Chávez ha tingut una política exterior molt activa, caracteritzada amb innombrables cims i visites a bona part dels països del món, especialment a Sud-amèrica i els països àrabs. Es va distanciar dels antics països aliats als governs predecessors de AD i COPEI, menge Colòmbia i especialment Estats Units, acostant-se a altres països com Cuba, les relacions dels quals havien estat bastant fredes durant els governs anteriors.
Alguns sectors de la comunitat internacional, especialment l'administració nord-americana, i l'oposició veneçolana acusen a Chávez de donar suport a grups terroristes com les FARC o ETA, o desestabilitzadors, com els sense terra del Brasil, els cocalers de Bolívia o els piquets de l'Argentina. Cap d'aquestes acusacions s'ha pogut provar, i fins i tot els governants dels països afectats o els membres dels organismes internacionals han desestimat les acusacions per mancar de fonaments o proves. No obstant això, aquest podria ser un dels aspectes que ha danyat més la imatge de Chávez en l'exterior. Però al mateix temps, la diferència ideològica i pràctica amb alguns d'aquests grups és evident sobretot les organitzacions socials de base que no es plantegen la presa del poder, encara que d'altra banda el relacionar-los equivocadament amb aquests grups augmenta la simpatia per Chávez entre persones d'esquerra.

### Chávez i els Estats Units
Com qualsevol altre país Sud-amèrica, Veneçuela va estar lligada als Estats Units a principis de segle xx, pel significat estratègic que posseeixen les seues reserves petrolíferes i altres matèries primeres. La política de Chávez posava l'accent en la sobirania i independència nacionals, pel que estava renyida amb la doctrina Monroe nord-americana que considerava a Sud-amèrica la seua pati del darrere, la qual cosa va servir de justificació a substancials intervencions militars en la regió (com les que va realitzar els Estats Units a Cuba, Guatemala, República Dominicana, Haití, Panamà, Nicaragua, etc.).
En general els canvis en la indústria petroliera no només van privar de beneficis a la classe alta local sinó que també van comportar la pèrdua de privilegis de la indústria petroliera nord-americana. Aquesta situació es va intensificar amb la revitalització de l'OPEP conduïda per Veneçuela, que tenia com fique enfortir novament els preus del petroli, una necessitat per al país, que se sumia en una forta crisi econòmica des del col·lapse de 1983. El resultat va anar que els preus es van anar a l'alça, fins i tot van arribar als 60 dòlars per barril en 2005. La relació estreta entre Chávez i Fidel Castro va incrementar encara més l'antipatia dels Estats Units
A l'octubre i novembre de 2003, diputats del parlament veneçolà van publicar material que suggeria que es preparava un nou colp d'estat dels cercles dretans de Veneçuela en conjunt amb la CIA.
Al febrer de 2004, Chávez va titllar a George Bush de "bord", després d'acusar-lo d'haver donat suport l'enderrocament de Jean-Bertrand Aristide, el primer president triat democràticament d'Haití. A més, Chávez ha responsabilitzat reiteradament a Bush de qualsevol possible atemptat contra la seua vida.

### Cuba
D'altra banda, Chávez ha mantingut una relació estreta amb Fidel Castro, i tal com es va esmentar abans, s'ha declarat a favor de polítiques d'esquerra. La relació entre ambdós es va iniciar fins i tot abans que Chávez fos elegit president, i en aquest moment s'evidencia en els projectes conjunts que involucren a Veneçuela i Cuba. El més conegut i criticat per l'oposició és l'intercanvi de petroli per metges, educadors, entrenadors esportius i altres serveis professionals, per a després crear l'organització internacional Aliança Bolivariana per les Amèriques, que de moment agrupa a Veneçuela, Bolívia (des de 2005), Nicaragua (2007) i Cuba, i està destinada com una alternativa a el ALCA promogut per Estats Units. El rebuig de l'oposició per l'estreta relació cubà-veneçolana es va manifestar obertament durant el Colp d'estat de 2002 quan l'ambaixada cubana a Caracas va ser atacada violentament per manifestants extremistes de l'oposició, Chávez va acusar militants del partit Primer Justícia, i en particular els seus dirigents Leopoldo López i Henrique Capriles Radonski,en aqueix llavors alcaldes dels municipis Chacao i Baruta respectivament, de dirigir els actes vandàlics.
L'oposició acusa a Chávez de voler implantar un règim comunista a l'estil cubà. Chávez respon a aquestes acusacions que no pretén copiar a cap país, ni Cuba, ni Estats Units, ni cap altre.
Veneçuela li ven a Cuba el petroli a preus preferencials i a crèdit, altres vegades com intercanvi (Veneçuela atorga petroli i Cuba envia serveis professionals), cap destacar que el Govern de Cuba no utilitza tot el petroli que rep de Veneçuela, venent a preus internacionals l'excedent, generant així ingressos per a l'illa.

### Relacions amb Mèxic
Chávez per la seua banda va desqualificar a Fox dient-lo "cadell de l'imperi" (Chávez es refereix com imperi als Estats Units), el que va provocar la indignació de Fox i els seus partidaris, qui van qualificar el fet com un insult al poble mexicà. Luis Ernesto Derbez, Secretari de Relacions Exteriors mexicà, va entrar en conversa amb el canceller veneçolà, amb el qual s'estava arribant a un acord.
Però el diumenge 13 de novembre, en el seu programa radiofònic Aló President, Chávez li va dedicar a Fox un vers d'una cançó llanera veneçolana d'Alberto Arvelo Torrealba:Jo sóc com l'espinós que en la sabana de flors, li done aroma al que passa i arç al que em belluga" i va acabar dient-li a Fox: "Deixe'm estar cavaller, perquè eixirà punxat", el que va provocar que Mèxic exigira una disculpa al govern de Veneçuela, el qual va respondre retirant al seu ambaixador a Mèxic, fent Mèxic el mateix amb el seu ambaixador a Veneçuela mantenint-se des de llavors una relació d'encarregats de negocis.

## Opositors colpistes
Per contra, hi ha sectors opositors totalment minoritaris, però amb molta influència, que estan disposats a acceptar qualsevol procediment per tal d'acabar la Revolució Bolivariana. Aquests sectors van liderar el cop d'estat fracassat de l'11 d'abril de 2002, l'estratègia de guerrilla urbana coneguda com la guarimba (2004), o les accions de sabotatge del sistema informàtic i d'alguns pous de petroli de l'empresa estatal Petróleos de Venezuela (2003).